# Hố chân bướm khẩu cái
Trong giải phẫu cơ thể người, hố chân bướm khẩu cái là một hố ở xương sọ. Mỗi người có 2 hố chân bướm khẩu cái - 1 bên trái và 1 bên phải. Mỗi hố có hình nón ấn sâu xuống hố dưới thái dương và ở sau xương hàm trên, nằm giữa mỏm xương bướm và lồi củ xương hàm trên gần với ổ mắt. Nó là vùng đi vào khe bướm - hàm trên dẫn đến lỗ bướm - khẩu cái.  Nó thông với khoang mũi và miệng, hố dưới thái dương, ổ mắt, hầu, và  hố sọ giữa qua tám lỗ.

## Cấu trúc

### Giới hạn
Nó được giới hạn bởi:
- Phía trước: phần trước trong của mặt dưới thái dương xương hàm trên.
- Phía sau: mỏm chân bướm và mặt trên liền kề của cánh lớn xương bướm
- Phía trong: mảnh thẳng xương khẩu cái và mỏm ổ mắt và mỏm xương bướm.
- Phía bên: khe bướm - hàm trên.
- Phía dưới: mỏm tháp xương khẩu cái.

### Bộ phận đi qua
Những bộ phận đi qua dưới đây nối hố này với những phần khác của hộp sọ:
| Hướng      | Bộ phận                | Nối thông                     |
| ---------- | ---------------------- | ----------------------------- |
| Phía sau   | Lỗ tròn                | hố sọ giữa                    |
| Phía sau   | Ống chân bướm (Vidian) | Hố sọ giữa, lỗ rách           |
| Phía sau   | Khoang hầu             | khoang mũi/khoang mũi hầu     |
| Phía trước | Khe ổ mắt dưới         | Ổ mắt                         |
| Phía trong | Lỗ chân bướm khẩu cái  | Khoang mũi                    |
| Phía bên   | khe bướm - hàm trên    | Khe dưới thái dương           |
| Phía dưới  | Khe khẩu cái lớn       | Khoang miệng, Khe khẩu cái bé |

## Chức năng
Hố chân bướm khẩu cái chứa:
- Hạch chân bướm khẩu cái từ rễ thần kinh hàm trên.
- Đoạn ba của động mạch hàm trên.
- Thần kinh hàm trên (CN V2, dây thần kinh tam thoa thứ 2), cùng với dây thần kinh của ống xương bướm, hợp thành thần kinh đá lớn (dây trước hạch phó giao cảm) và thần kinh đá sâu (dây sau hạch giao cảm). Để gây tê toàn bộ nhánh thứ hai của thần kinh tam thoa người ta có thể tiêm qua miệng đến vùng này.

## Hình ảnh
- Các nhánh của động mạch hàm trên và hạch chân bướm khẩu cái
- Hạch chân bướm khẩu cái và các nhánh của nó
- Hố chân bướm khẩu cái ở chó
- Pterygopalatine fossa